# Idriella couratarii
Idriella couratarii är en svampart som beskrevs av C. Ram 1970. Idriella couratarii ingår i släktet Idriella och familjen Helotiaceae.   Inga underarter finns listade i Catalogue of Life.